# Gnaphosidae
Los gnafósidos (Gnaphosidae) son una familia de arañas araneomorfas de colores oscuros e hileras tubulares considerablemente largas. El prosoma de los gnafósidos suele ser ancho en su parte anterior, aunque hay excepciones. Los ojos se colocan formando dos líneas. El abdomen es ovalado, estrecho y puntiagudo en su parte posterior. La gran parte de las especies que componen esta familia son nocturnas y prefieren esconderse durante el día debajo de piedras o en detritos.

## Géneros
Se reconocen los siguientes géneros según WSC:
- Allomicythus Ono, 2009
- Allozelotes Yin & Peng, 1998
- Amazoromus Brescovit & Höfer, 1994
- Amusia Tullgren, 1910
- Anagraphis Simon, 1893
- Aneplasa Tucker, 1923
- Anzacia Dalmas, 1919
- Aphantaulax Simon, 1878
- Apodrassodes Vellard, 1924
- Apodrassus Chamberlin, 1916
- Apopyllus Platnick & Shadab, 1984
- Aracus Thorell, 1887
- Arauchemus Ott & Brescovit, 2012
- Arboricaria Bosmans, 2000
- Asemesthes Simon, 1887
- Asiabadus Roewer, 1961
- Australoechemus Schmidt & Piepho, 1994
- Benoitodes Platnick, 1993
- Berinda Roewer, 1928
- Berlandina Dalmas, 1922
- Cabanadrassus Mello-Leitão, 1941
- Callilepis Westring, 1874
- Camillina Berland, 1919
- Canariognapha Wunderlich, 2011
- Ceryerda Simon, 1909
- Cesonia Simon, 1893
- Chatzakia Lissner & Bosmans, 2016
- Civizelotes Senglet, 2012
- Cladothela Kishida, 1928
- Coillina Yin & Peng, 1998
- Coreodrassus Paik, 1984
- Cryptodrassus Miller, 1943
- Cubanopyllus Alayón & Platnick, 1993
- Diaphractus Purcell, 1907
- Drassodes Westring, 1851
- Drassodex Murphy, 2007
- Drassyllus Chamberlin, 1922
- Echemella Strand, 1906
- Echemographis Caporiacco, 1955
- Echemoides Mello-Leitão, 1938
- Echemus Simon, 1878
- Eilica Keyserling, 1891
- Encoptarthria Main, 1954
- Epicharitus Rainbow, 1916
- Fedotovia Charitonov, 1946
- Gertschosa Platnick & Shadab, 1981
- Gnaphosa Latreille, 1804
- Haplodrassus Chamberlin, 1922
- Hemicloea Thorell, 1870
- Herpyllus Hentz, 1832
- Heser Tuneva, 2004
- Hitobia Kamura, 1992
- Homoeothele Simon, 1908
- Hongkongia Song & Zhu, 1998
- Hypodrassodes Dalmas, 1919
- Ibala Fitzpatrick, 2009
- Intruda Forster, 1979
- Kaitawa Forster, 1979
- Kishidaia Yaginuma, 1960
- Ladissa Simon, 1907
- Laronius Platnick & Deeleman-Reinhold, 2001
- Latonigena Simon, 1893
- Leptodrassex Murphy, 2007
- Leptodrassus Simon, 1878
- Leptopilos Levy, 2009
- Litopyllus Chamberlin, 1922
- Macarophaeus Wunderlich, 2011
- Matua Forster, 1979
- Megamyrmaekion Reuss, 1834
- Micaria Westring, 1851
- Microdrassus Dalmas, 1919
- Microsa Platnick & Shadab, 1977
- Micythus Thorell, 1897
- Minosia Dalmas, 1921
- Minosiella Dalmas, 1921
- Montebello Hogg, 1914
- Nauhea Forster, 1979
- Neodrassex Ott, 2012
- Nodocion Chamberlin, 1922
- Nomisia Dalmas, 1921
- Nopyllus Ott, 2014
- Notiodrassus Bryant, 1935
- Odontodrassus Jézéquel, 1965
- Orodrassus Chamberlin, 1922
- Parabonna Mello-Leitão, 1947
- Parasyrisca Schenkel, 1963
- Phaeocedus Simon, 1893
- Poecilochroa Westring, 1874
- Pseudodrassus Caporiacco, 1935
- Pterotricha Kulczyński, 1903
- Pterotrichina Dalmas, 1921
- Sanitubius Kamura, 2001
- Scopoides Platnick, 1989
- Scotocesonia Caporiacco, 1947
- Scotognapha Dalmas, 1920
- Scotophaeus Simon, 1893
- Sergiolus Simon, 1892
- Sernokorba Kamura, 1992
- Setaphis Simon, 1893
- Shaitan Kovblyuk, Kastrygina & Marusik, 2013
- Shiragaia Paik, 1992
- Sidydrassus Esyunin & Tuneva, 2002
- Smionia Dalmas, 1920
- Sosticus Chamberlin, 1922
- Symphanodes Rainbow, 1916
- Synaphosus Platnick & Shadab, 1980
- Talanites Simon, 1893
- Talanitoides Levy, 2009
- Titus O. Pickard-Cambridge, 1901
- Trachyzelotes Lohmander, 1944
- Trephopoda Tucker, 1923
- Trichothyse Tucker, 1923
- Turkozelotes Kovblyuk & Seyyar, 2009
- Urozelotes Mello-Leitão, 1938
- Vectius Simon, 1897
- Verita Ramírez & Grismado, 2016
- Xenoplectus Schiapelli & Gerschman, 1958
- Xerophaeus Purcell, 1907
- Xizangia Song, Zhu & Zhang, 2004
- Zelanda Özdikmen, 2009
- Zelominor Snazell & Murphy, 1997
- Zelotes Gistel, 1848
- Zelotibia Russell-Smith & Murphy, 2005
- Zelowan Murphy & Russell-Smith, 2010
- Zimiromus Banks, 1914

Y los siguientes géneros extintos:
- †Captrix Petrunkevitch, 1942
- †Drassyllinus Wunderlich, 1988
- †Eognaphosops Wunderlich, 2011
- †Eomactator Petrunkevitch, 1958
- †Palaeodrassus Petrunkevitch, 1922
- †Zelotetis Wunderlich, 2011